# Jimmie Johnson
Jimmie Kenneth Johnson (* 17. září 1975 El Cajon) je americký automobilový závodník, sedminásobný vítěz Sprint Cup Series v rámci soutěží NASCAR. Jezdí v modrém Chevroletu s číslem 48 za stáj Hendrick Motorsports.
Od čtyř let závodil na motocyklech, po dokončení střední školy nastoupil do seriálu automobilových závodů SCORE International a později Xfinity Series. V nejprestižnější Sprint Cup Series debutoval roku 2001 a o rok později se stal jejím regulérním účastníkem. Vítězem celkového hodnocení seriálu se stal v letech 2006-2010 pětkrát v řadě, 2013 a 2016. Na druhém místě byl v letech 2003 a 2004 a na třetím v roce 2012. Je jediným, kdo soutěž dokázal vyhrát pětkrát v řadě, se sedmi prvenstvími se dělí o historický primát s Richardem Pettym a Dale Earnhardtem. Závod 500 mil Daytony vyhrál v letech 2006 a 2013, v exhibičním NASCAR Sprint All-Star Race byl první čtyřikrát (2003, 2006, 2012 a 2013). V roce 2009 získal cenu agentury Associated Press pro nejlepšího sportovce roku.
Žije v Charlotte, je ženatý a má dceru. Spolu s manželkou provozují dobročinnou organizaci The Jimmie Johnson Foundation. Objevil se v cameo roli ve filmu Můj auťák Brouk.